# El príncipe estudiante

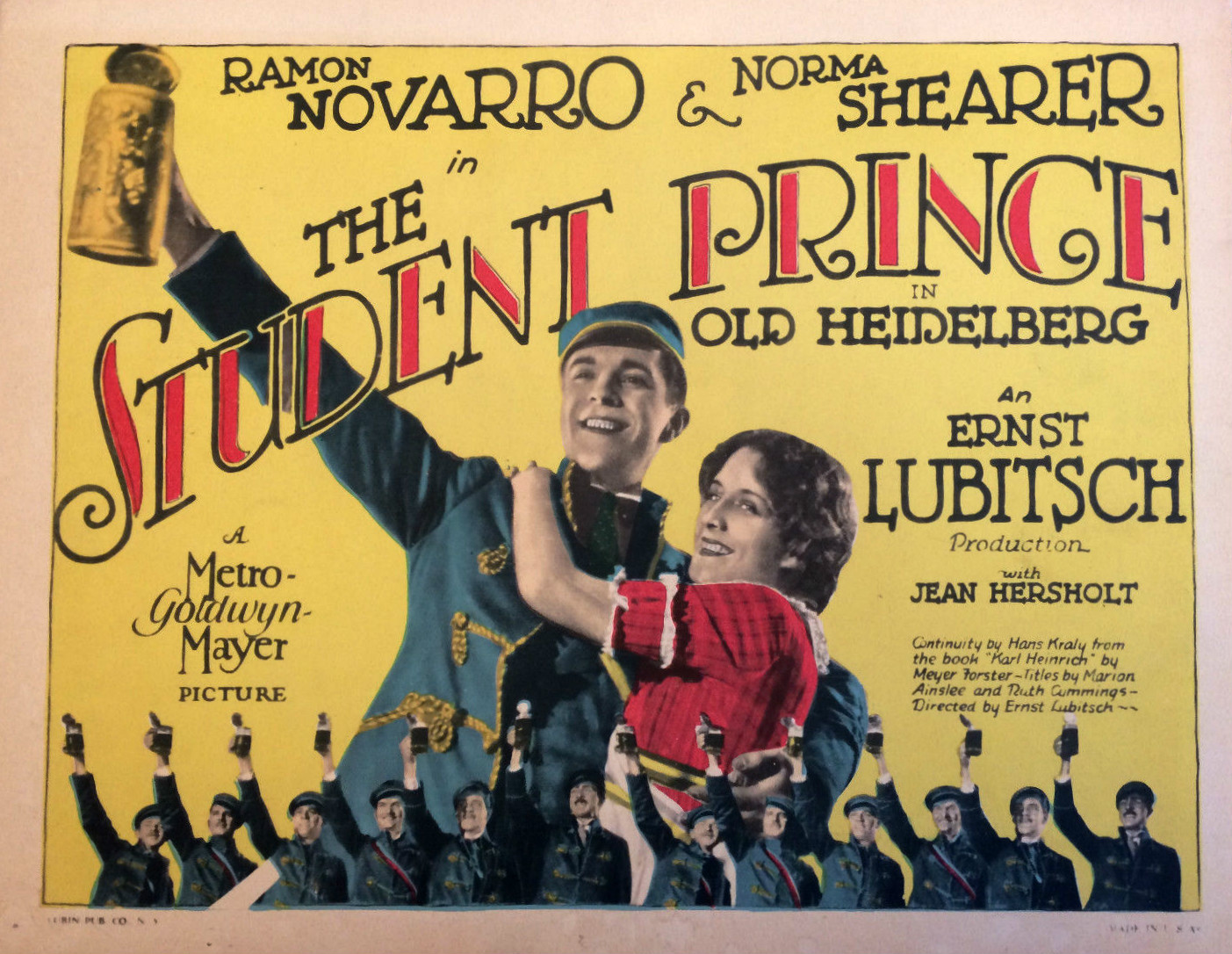
Cartel publicitario de la película

El príncipe estudiante (en inglés: The Student Prince in Old Heidelberg, también conocida como The Student Prince y Old Heidelberg) es una película muda dramática de Metro-Goldwyn-Mayer de 1927 basada en la obra Old Heidelberg de Wilhelm Meyer-Förster de 1901. Fue dirigida por Ernst Lubitsch y protagonizada por Ramón Novarro y Norma Shearer.

## Sinopsis
El joven príncipe heredero Karl Heinrich, heredero del reino de Karlsburg (un estado soberano ficticio de la Confederación Germánica), es llevado a vivir con su severo tío, el rey Karl VII. El rey despide inmediatamente a la niñera del niño sin decírselo al joven para evitar una emotiva despedida. El doctor Friedrich Jüttner, su nuevo tutor, demuestra ser comprensivo y se hacen amigos para toda la vida. Sin embargo, a pesar de la creencia de los plebeyos de que debe ser maravilloso ser él, el niño crece solo, sin compañeros de juego de su edad.
Tras aprobar su examen de secundaria en 1901 con la ayuda del doctor Jüttner, el joven príncipe está encantado de saber que tanto él como Jüttner serán enviados a Heidelberg, donde continuará su educación. Cuando llegan, el sirviente de Karl está horrorizado por las habitaciones proporcionadas para el príncipe y Jüttner en la posada de Ruder. Cuando la sobrina de Ruder, Kathi, defiende firmemente el negocio familiar centenario, Karl queda fascinado con ella y decide quedarse. Rápidamente se convierte en miembro de Corps Saxonia, una sociedad de estudiantes.
Más tarde ese día, Karl intenta besar a Kathi, solo para descubrir que está comprometida. Su familia aprueba a su prometido, pero ella no está tan segura de él. Eventualmente le confiesa a Karl que, a pesar del gran abismo social entre ellos, se ha enamorado de él. Karl siente lo mismo por ella y jura que no permitirá que nada los separe. Cuando la lleva a navegar, su remero, Johann Kellermann, les da la espalda para darles algo de privacidad. Karl le dice en broma que, cuando sea rey, hará de Kellermann su mayordomo.
Luego, Jüttner recibe una carta del rey que le ordena informar a Karl que ha elegido una princesa para que se case. Jüttner no se atreve a destruir la felicidad de su amigo. Ese mismo día, sin embargo, llega el primer ministro von Haugk con la noticia de que el rey está gravemente enfermo y que Karl debe irse a casa y tomar las riendas del gobierno. Cuando Karl ve a su tío, le cuenta los planes matrimoniales. Mientras Karl todavía se está recuperando de la conmoción, el viejo rey muere, seguido de Jüttner.
Más tarde, von Haugk presiona al nuevo monarca sobre el matrimonio. El angustiado Karl firma el documento para la boda. Entonces aparece Kellermann para aceptar el trabajo que Karl le había ofrecido. Cuando Karl le pregunta por Kathi, se entera de que ella todavía lo está esperando. Él va a verla por última vez.
En la última escena, se muestra a Karl paseando por las calles en un carruaje con su novia. Un espectador comenta que debe ser maravilloso ser rey, sin darse cuenta de la miseria de Karl.

## Reparto
- Ramón Novarro como el príncipe heredero Karl Heinrich;
- Norma Shearer como Kathi;
- Jean Hersholt como el doctor Friedrich Jüttner;
- Gustav von Seyffertitz como el rey Carlos VII;
- Philippe De Lacy como el joven Karl;
- Edgar Norton como Lutz;
- Bobby Mack como Johann Kellermann;
- Edward Connelly como el primer ministro von Haugk;
- Otis Harlan como el viejo Ruder;
- André Mattoni como el conde Asterberg (sin acreditar);
- Hans Joby como un estudiante (acreditado como John S. Peters);
- George K. Arthur como el estudiante borracho (sin acreditar);
- Edythe Chapman como la niñera del joven Karl (sin acreditar).

## Producción
Irving Thalberg planeó inicialmente que Erich von Stroheim dirigiera esta película como continuación del éxito comercial del director en La viuda alegre. Stroheim se negó y optó por dejar MGM y comenzar a trabajar en La marcha nupcial (1928). Thalberg luego trató de llamar a E. A. Dupont y luego John S. Robertson para encarar el proyecto, pero ambos no aceptaron. Se decidió entonces por el emigrado alemán Ernst Lubitsch, de treinta y cuatro años.
Novarro fue elegido después de que se considerara a John Gilbert. Lubitsch sintió que tanto Novarro como Shearer estaban mal elegidos, pero no pudo anular las decisiones de casting del estudio. La insistencia de Lubitsch en las tomas múltiples y el tiempo mínimo de ensayo fueron difíciles para ambos protagonistas. Shearer incluso se quejó con Thalberg, su prometido, sobre la inclinación de Lubitsch por representar escenas para los actores antes de filmarlas. Thalberg le dijo que «todo el mundo tiene mucho que aprender de Lubitsch».
La escena de amor en la taberna al aire libre, aclamada como una de las mejores escenas de la película por los críticos modernos, supuestamente fue un dolor de cabeza para el director, quien la volvió a filmar por completo, pero aún no estaba contento con ella. Se rumoreaba que John M. Stahl volvió a filmar la escena de amor de la película, pero el asistente de Lubitsch en la película, Andrew Marton, lo negó. Según el director King Vidor, Lubitsch también hizo «una escena de amigos con un extra afeminado» y Novarro con la esperanza de «aumentar la conexión entre ellos». Novarro, sin duda, se encontraba extremadamente incómodo haciendo la escena y resentido de que el director lo pusiera en esa situación; Novarro fue extremadamente cauteloso acerca de su propia homosexualidad durante toda su vida.
La película estuvo en producción durante más de 108 días y costó $1 205 000. Lubitsch, un fanático de la autenticidad, aumentó significativamente el presupuesto, lo que enfureció al estudio. Por ejemplo, hizo que el diseñador de vestuario Ali Hubert trajera treinta y dos baúles de vestuario y accesorios de Europa para usar en la película. Después de la fotografía principal, fue a Alemania para filmar tomas de establecimiento, ninguna de las cuales se usó en la película terminada; el poco trabajo de localización que hay en la película terminada se rodó en Laurel Canyon.

## Recepción
Aunque ahora muchos historiadores del cine la consideran un clásico, estuvo lejos de ser un éxito crítico unánime durante su presentación teatral original. En una reseña para The New York Times, Mordaunt Hall escribió: «El señor Novarro es natural y serio, pero su apariencia es demasiado latina para el papel. Norma Shearer es atractiva como Kathi. Ella, sin embargo, no parece poner su alma en el papel. Ella también actúa bien, pero, al igual que el señor Novarro, no responde, como lo han hecho otros actores, a la dirección del señor Lubitsch. La actuación más capaz en este trabajo la realiza Jean Hersholt como el doctor Guttner  [sic] y Gustav von Seyffertitz como el Rey. Sus esfuerzos en todas sus escenas revelan su sensibilidad hacia la dirección.»
A pesar de ser una película popular entre los cinéfilos, el costo de producción exorbitante de El príncipe estudiante impidió que obtuviera ganancias; la película perdió $307 000.

## Impacto
Muchos críticos la consideran una de las mejores películas mudas de Lubitsch y ha recibido mejores críticas que la nueva versión en color de MGM de 1954 basada en la versión de opereta de la historia de Sigmund Romberg.